# Mormo rosea
Mormo rosea là một loài bướm đêm trong họ Noctuidae.